# Possessor (film)
Ne doit pas être confondu avec Possessor.
Pour plus de détails, voir Fiche technique et Distribution.
Possessor ou Possesseur au Québec est un film britannico-canadien écrit et réalisé par Brandon Cronenberg, sorti en 2020.
Il est présenté au festival du film de Sundance 2020.

## Synopsis
Dans une époque qui semble la nôtre, Tasya Vos est tueuse dans une organisation qui utilise des implants cérébraux pour « posséder » un proche des cibles. Cela permet au « possesseur » de déguiser des exécutions en crimes passionnels suivis du suicide du « possédé ». Jusqu'à cette mission où elle se retrouve coincée dans le corps de Colin Tate, dont la conscience veut reprendre le dessus et se venger.

## Fiche technique
Sauf indication contraire, les informations mentionnées dans cette section peuvent être confirmées par la base de données cinématographiques IMDb,  présente dans la section « Liens externes ».
- Titre original et français : Possessor
- Titre québécois : Possesseur
- Réalisation et scénario : Brandon Cronenberg
- Musique : Jim Williams
- Direction artistique : Kent McIntyre
- Décors : Rupert Lazarus
- Costumes : Aline Gilmore
- Photographie : Karim Hussain
- Montage : Matthew Hannam
- Production : Fraser Ash, Niv Fichman, Kevin Krikst et Andrew Starke

Production déléguée : Dave Bishop, Gary Hamilton, Ryan Hamilton, David U. Lee, Adrian Love, Tony Roman, Noah Segal et Steven Squillante
- Sociétés de production : Rhombus Media et Rook Films ; Arclight Films, Ingenious Media et Ontario Creates (coproductions)
- Société de distribution : Elevation Pictures (Canada) et Signature Entertainment  (Royaume-Uni)
- Pays d'origine :  Canada /  Royaume-Uni
- Langue originale : anglais
- Format : couleur
- Genre : science-fiction et horreur
- Durée : 103 minutes
- Dates de sortie :
  - États-Unis : 25 janvier 2020 (Festival du film de Sundance)
  - Canada : 9 octobre 2020
  - Royaume-Uni : 27 novembre 2020
  - France : 7 avril 2021 (DVD)
- Classification :
  - France : interdit aux moins de 16 ans lors de sa diffusion télévisée

## Distribution
- Andrea Riseborough (VQ : Éveline Gélinas) : Tasya Vos
- Christopher Abbott (VQ : Thiéry Dubé) : Colin Tate
- Jennifer Jason Leigh (VQ : Aline Pinsonneault) : Girder
- Sean Bean (VQ : Benoît Rousseau) : John Parse
- Rossif Sutherland (VQ : lui-même) : Michael Vos
- Tuppence Middleton (VQ : Marie-Ève Sansfaçon) : Ava Parse
- Kaniehtiio Horn (VQ : Aurélie Morgane) : Reeta
- Raoul Banheja (VQ : Philippe Martin) : Eddie
- Gage Graham-Arbutnot : Ira Vos
- Hanneke Talbot : Katherine
- Matthew Garlick : Elio

Version québécoise réalisée par Cinélume ; direction artistique : Christine Séguin ; adaptation des dialogues : Sophie Delorme
 Source et légende : version québécoise (VQ) sur Doublage.qc.ca

## Production
Le tournage a lieu à Toronto en Ontario,  en avril 2019.

## Distinctions

### Récompenses
- Festival international du film de Catalogne 2020[5] :
  - Meilleur film
  - Meilleur réalisateur
- Festival international du film fantastique de Gérardmer 2021 :
  - Grand prix du Jury[6]
  - Meilleure musique originale pour Jim Williams

### Sélections
- Festival du film de Sundance 2020 : en section « World Cinema Dramatic Competition »
- L'Étrange Festival 2020 : en compétition